# ロサンゼルス・ナイトライダーズ
ロサンゼルス・ナイトライダーズ（英: Los Angeles Knight Riders）は、メジャーリーグクリケット（MLC）所属のプロクリケットチーム。本拠地はアメリカ合衆国のロサンゼルス。

## 概要

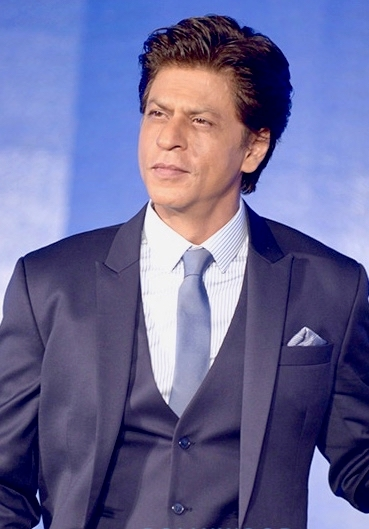
共同オーナーであるボリウッドスターのシャー・ルク・カーン。個人資産は推定730億ルピー（約1240億円）

2023年に創立。チームはロサンゼルス大都市圏のアーバインのグレートパークに本拠地を建設することを計画中である。スタジアムの建設費は3,000万ドルで、2024年から2025年頃に完成し、観客席は10,000人以上になると予想されている。2023年シーズンは6位で最下位だった。ボリウッドスターのシャー・ルク・カーンは、共同オーナーの一人である。

## 成績

### MLC
- 2023年 - 6位
- 2024年 - 5位